# Seo Dong-myung
Seo Dong-myung (* 4. Mai 1974 in Samcheok) ist ein ehemaliger südkoreanischer Fußballtorhüter und heutiger -trainer.

## Karriere

### Spieler

#### Klub
Nach seiner Schulmannschaft und seiner Zeit in der Mannschaft der Universität Ulsan wechselte Seo Anfang 1996 in den Kader von Ulsan Hyundai, wo er zwei Jahre lang aktiv war. Ab 1998 wechselte er zu Jeonbuk Motors, einen Monat später ging es für ihn aber gleich leihweise beim Sangmu FC mit seinem Militärdienst weiter. Ab dem Jahr 2000 kehrte er in den Kader von Jeonbuk zurück und wurde direkt mit seiner Mannschaft Meister. Zum Jahresanfang 2002 kehrte er wieder zu Ulsan Hyundai zurück, wo er noch einmal für weitere fünf Jahre spielte. Zum Abschluss seiner Karriere wechselte er noch einmal zu Busan IPark, wo er nach der Saison 2008 auch seine Karriere beendete.

#### Nationalmannschaft
Sein erstes bekanntes Spiel für die südkoreanische Nationalmannschaft war am 19. Februar 1995 bei einem 0:0-Freundschaftsspiel gegen die Volksrepublik China. Nebst weiteren Freundschaftsspielen kam er in diesem als auch dem nächsten Jahr zu mehreren Einsätzen im Tor. Dazu gehörten auch Partien der Qualifikation für die Weltmeisterschaft 1998. Am Ende stand er nach erfolgter Qualifikation auch im Kader der Nationalmannschaft bei der Endrunde, erhielt in dem Turnier selbst jedoch keinerlei Einsatzzeit. Danach endete auch seine Zeit im Nationaldress. Sein letztes Spiel zwischen den Pfosten war somit ein 2:1-Freundschaftsspielsieg über Jamaika.
Zudem war er noch Teil der Mannschaft bei den Olympischen Spielen 1996 in Atlanta.

### Trainer
Direkt nach seinem Karriereende als Spieler machte er als Torwart-Trainer weiter. Erste Station war für ihn der Gangwon FC, wo er bis Ende 2011 unter Vertrag stand. Danach war über den Zeitraum des Jahres 2012 bei Sangju Sangmu sowie danach ein weiteres Jahr bei der Reserve des FC Soul. Nach einiger Zeit ohne Klub war er von 2016 bis 2017 bei den Pohang Steelers. Seit Ende 2021 ist er bei Soul E-Land.